# Lisbon (Dakota Północna)
Lisbon – miasto w Stanach Zjednoczonych, w stanie Dakota Północna, w hrabstwie Ransom, położone nad rzeką Sheyenne.